# Bahnhof Tapa

Der Bahnhof Tapa ist der Bahnhof der estnischen Stadt Tapa (Kreis Lääne-Viru).
Der Bahnhof liegt am Streckenkilometer 181,9 der Bahnstrecke Tallinn–Narva und am Streckenkilometer 315,0 der Bahnstrecke Tapa–Tartu. Er wird von Eesti Raudtee betrieben und verfügt über zwei 150 m lange Außenbahnsteige und einen 400 m langen Mittelbahnsteig. Auf dem Mittelbahnsteig befindet sich neben dem Empfangsgebäude eine Denkmallok.
Westlich des Personenbahnhofs befindet sich ein Rangierbahnhof. Er wurde Anfang der 2020er Jahre ausgebaut, um den Rangierbahnhof Ülemiste zu ersetzen, dessen Gelände für den zukünftigen Tallinner Bahnhof am Ende der Rail Baltica benötigt wird.
Operail betreibt östlich des Bahnhofs ein Eisenbahndepot. Entsprechend einer Entscheidung aus dem Jahr 2019 wird dort aktuell vor allem die Reparatur und der Umbau von Lokomotiven durchgeführt.

## Personenverkehr
Es verkehren Züge der Bahngesellschaft Elron in westliche Richtung nach Tallinn, in östliche Richtung nach Narva und in südliche Richtung nach Tartu. Einzelne Züge fahren über Tartu hinaus nach Valga an der lettischen Grenze.